# Cerkiew Opieki Bogurodzicy w Jureczkowej
Cerkiew Opieki Bogurodzicy w Jureczkowej – dawna filialna cerkiew greckokatolicka, zbudowana w 1914 w Nowosielcach Kozickich i przeniesiona w 1978 do Jureczkowej.
Od 1978 użytkowana jako rzymskokatolicki kościół filialny św. św. Piotra i Pawła parafii w Wojtkowej.

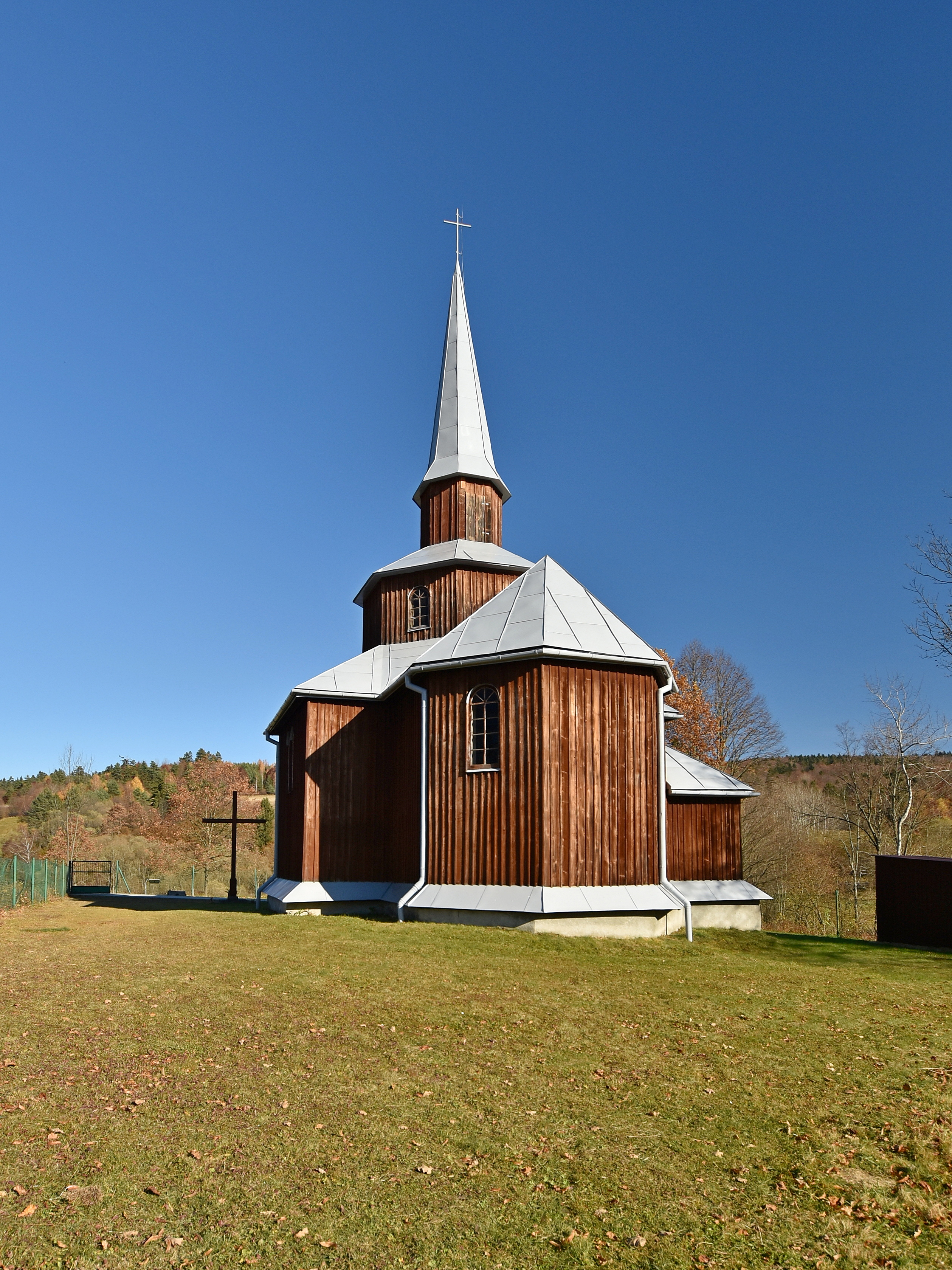
Widok od strony prezbiterium
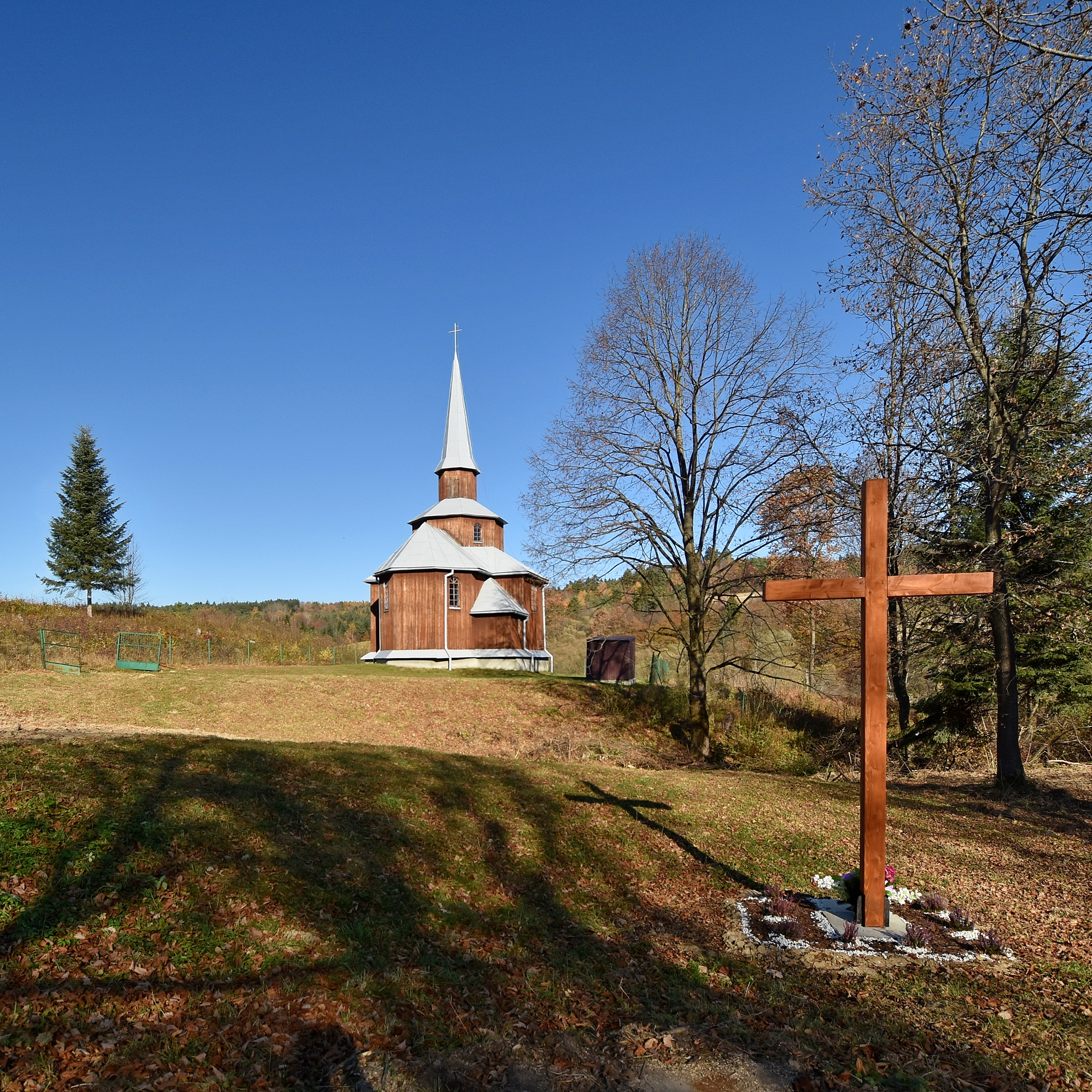
Widok od strony cmentarza
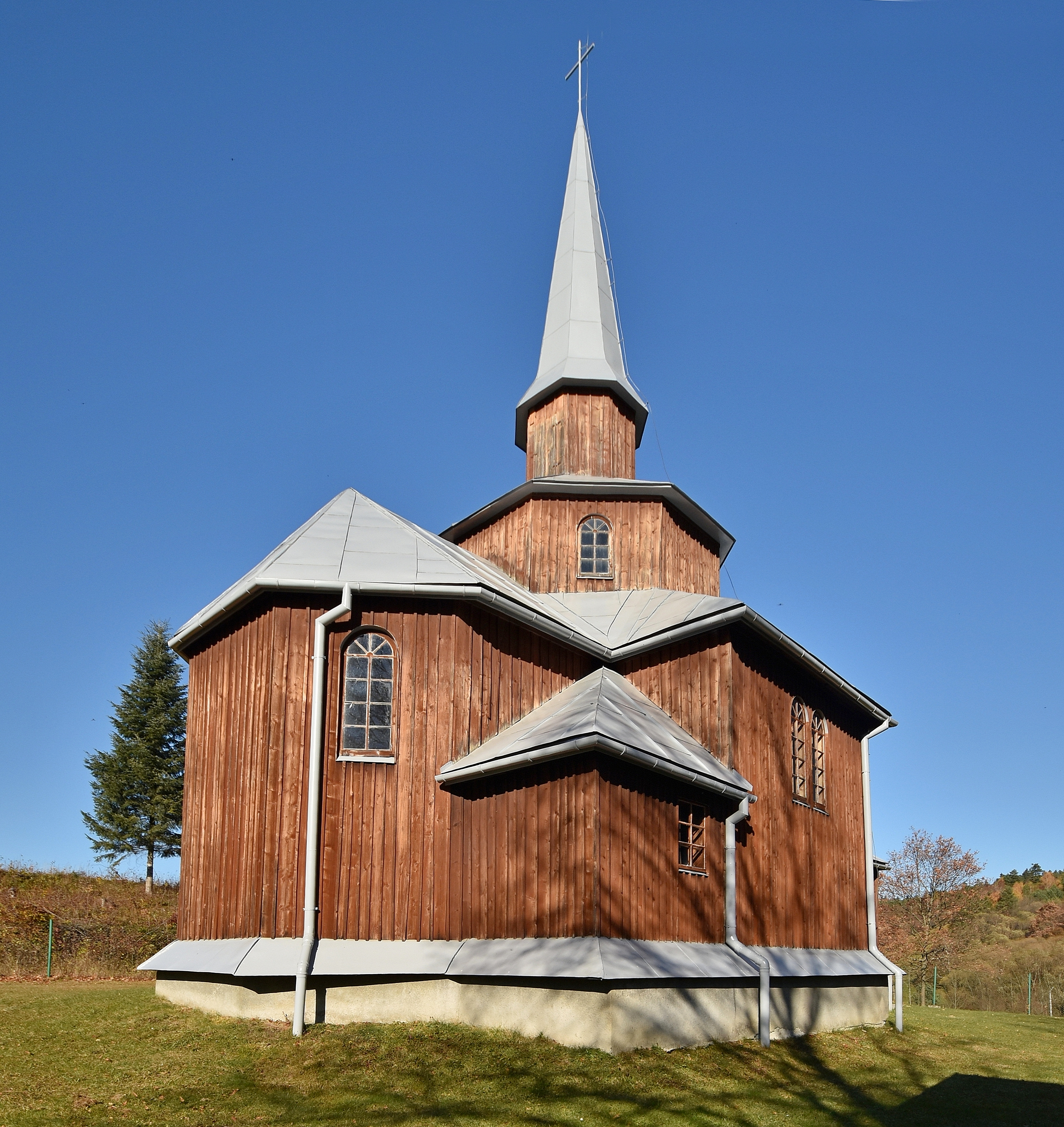
Elewacja boczna